# 嘉隆街22號

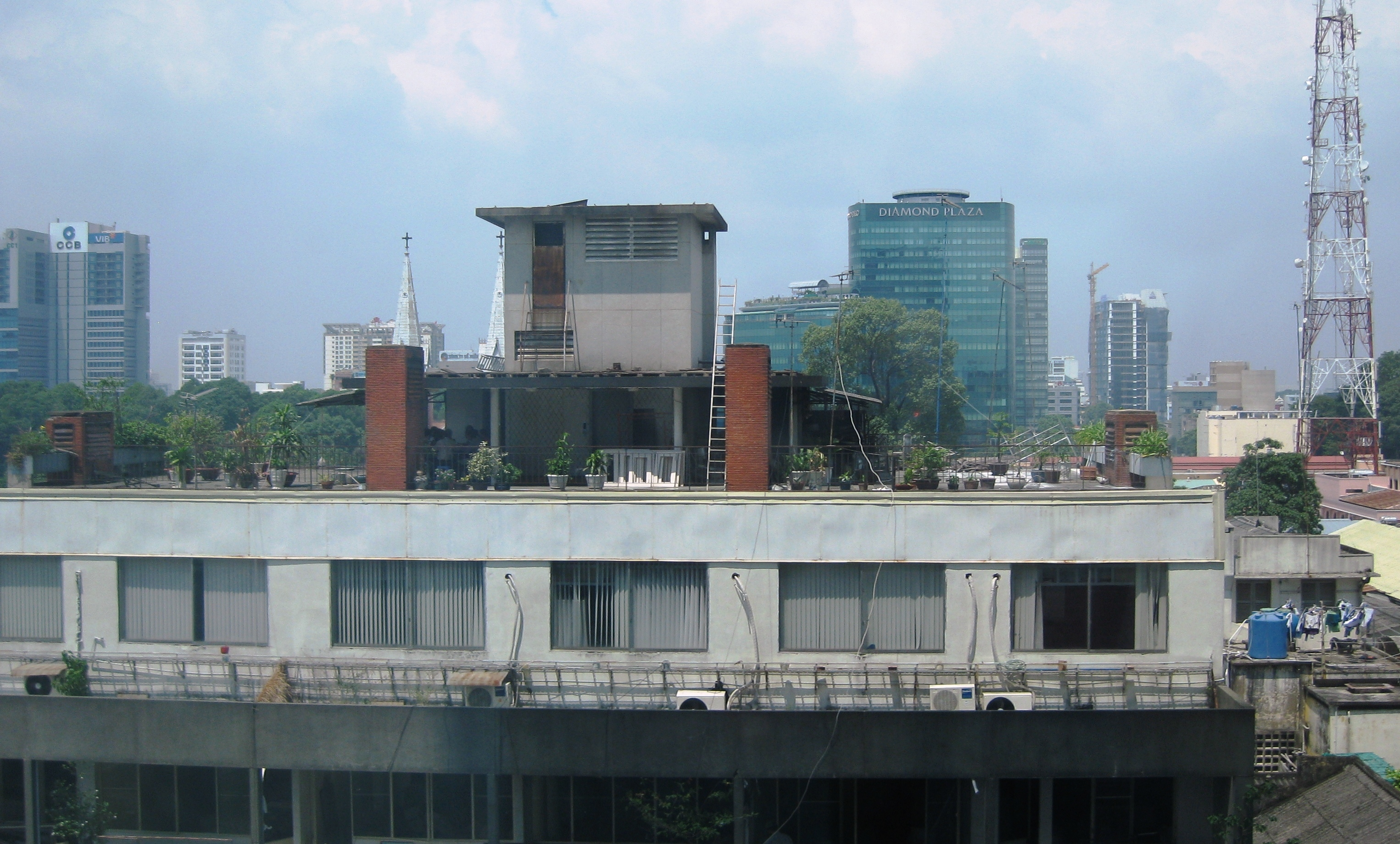
嘉隆街22號在2012年時的樣子

嘉隆街22號（Số 22 đường Gia Long），目前地址為李自重街22號（22 đường Lý Tự Trọng），是一棟位於越南胡志明市的建築物，因為出現在荷蘭籍戰地記者休·范艾斯的越戰攝影作品中而聞名。該建築物在照片拍下當時，即1975年西貢陷落前夕的4月29日，是美軍撤離行動「常風行動」中指定的一處撤退地點。而美航公司（Air America）直升機在該樓屋頂上接駁人員的照片，成為越戰末期最具代表性的照片之一。

## 歷史
嘉隆街22號公寓在越戰時期，是美國國際開發署（USAID）駐越人員的員工宿舍，別稱「皮特曼公寓」（Pittman Apartments），頂樓則供中央情報局西貢站副站長當成備用辦公室使用。1975年4月，公寓屋頂進行了加固工程，以承受直升機降落。4月29日，任職於美國合眾國際社（UPI）的休·范艾斯正在西貢替越南共和國（南越）政府垮台的最後幾天進行紀錄，他在下午2時30分左右看到了一架UH-1休伊直升機在屋頂撤離中情局人員，但最後未能載完屋頂上所有的人群，而拍下了十張照片。照片傳出後的幾年內，經常被廣泛誤認為美國駐南越大使館的樓頂。
公寓所在的嘉隆街，名稱源自於阮朝開國君主阮福映在位期間的年號，之後為了紀念17歲就因為反抗法國殖民而遭到處決的少年李自重，而更為今名。目前該樓的屋頂不開放給觀光客參觀。

## 外部連結
- Los Angeles Times, May 15, 2009（页面存档备份，存于）
- Bangkok 2002 Reunion Photo Gallery (Van Es is pictured)
- "Thirty Years at 300 Millimeters" (Written by Van Es)（页面存档备份，存于）
- Rusty Compass travel insights - Bookends to a war: Ap Bac and that Saigon rooftop（页面存档备份，存于）

10°46′42″N 106°42′05″E / 10.778276°N 106.70138°E